# Grallaria fenwickorum
A Grallaria fenwickorum a madarak osztályának verébalakúak (Passeriformes) rendjébe és a hangyászpittafélék (Grallariidae) családjába tartozó faj.

## Rendszerezés
A nemrég leírt faj elnevezése vitatott, színónimája a Grallaria urraoensis Carantón-Ayala & Certuche-Cubillos, 2010.

## Előfordulása
Az Andok nyugati részén, Kolumbia területén honos.

## Természetvédelmi helyzete
Elterjedési területe kicsi, egyedszáma 50-249 példány közötti és csökken. A Természetvédelmi Világszövetség Vörös listáján súlyosan veszélyeztetett fajként szerepel.